# Belle-Anse (gemeente)
Belle-Anse (Haïtiaans-Creools: Bèlans, ook Saltrou genoemd) is een stad en gemeente in Haïti met 76.000 inwoners. De plaats ligt aan de Caribische Zee, 45 km ten zuidoosten van de hoofdstad Port-au-Prince. Het is de hoofdplaats van het gelijknamige arrondissement in het departement Sud-Est.
Er wordt koffie en cacao verbouwd. Ook wordt er wordt hout gewonnen.

## Indeling
De gemeente bestaat uit de volgende sections communales:
| Nr. | Naam           | Km²   | Inw.2015 |
| --- | -------------- | ----- | -------- |
| 1   | Bais d'Orange  | 69,92 | 9.885    |
| 2   | Mabriole       | 58,33 | 10.903   |
| 3   | Callumette     | 27,70 | 5.453    |
| 4   | Corail Lamothe | 52,14 | 10.139   |
| 5   | Bel Air        | 55,93 | 17.098   |
| 6   | Pichon         | 49,31 | 9.326    |
| 7   | Mapou          | 67,94 | 13.147   |